# 얼다오바이허진

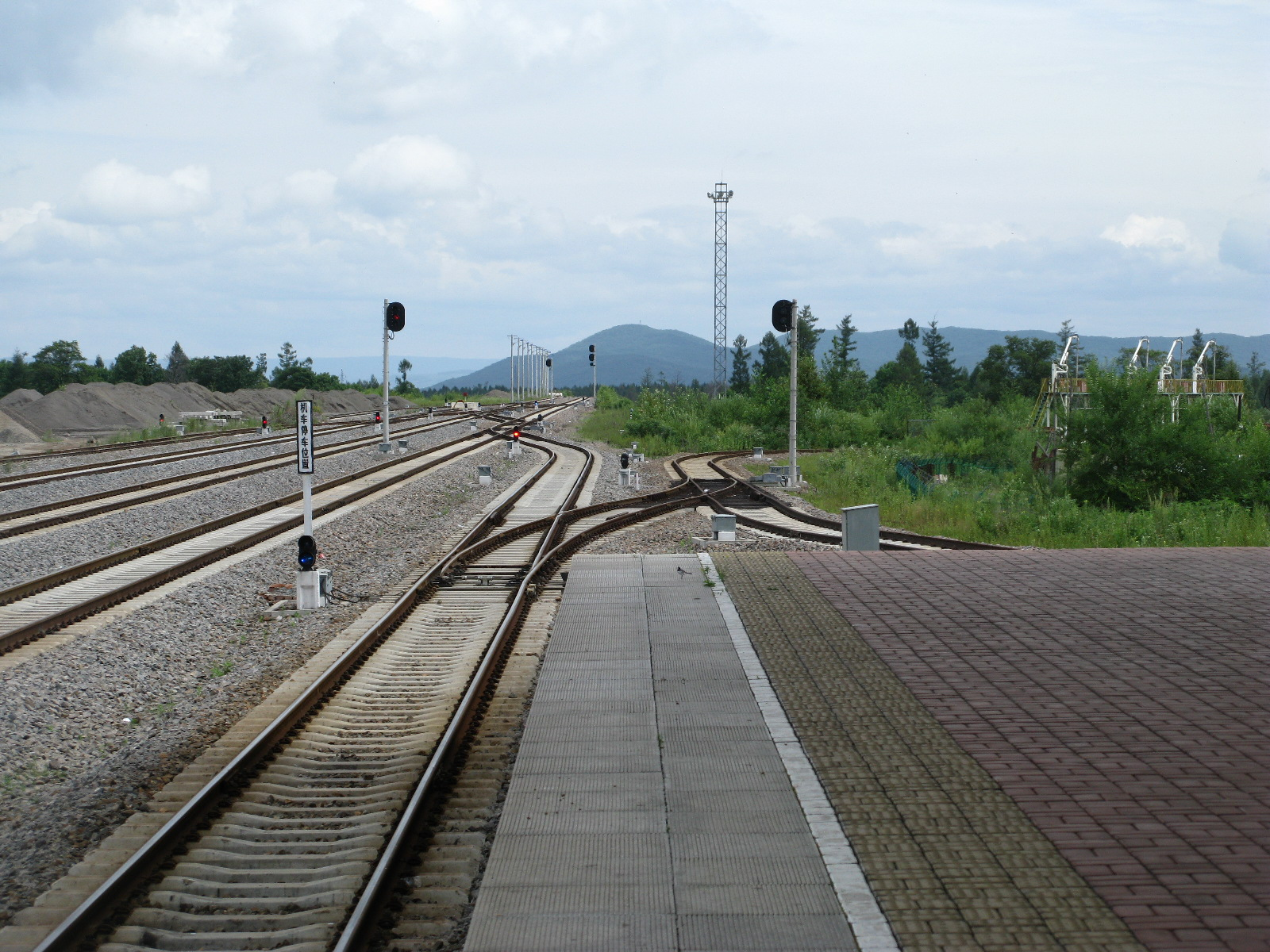

얼다오바이허 진(중국조선어: 이도백하진, 중국어 간체자: 二道白河镇, 병음: èrdàobáihézhèn)은 중화인민공화국 지린성 옌벤 조선족 자치주 안투현의 백두산 북쪽 비탈에 있는 향진급 행정단위다. 홍펑촌(红丰村), 안베이촌(安北村), 장성촌(长胜村), 티에베이촌(铁北村), 투다오바이허촌(头道白河村), 장바이촌(长白村), 바오마촌(宝马村), 나이토우촌(奶头山村)을 관할한다. 부석이 많이 생산된다.